# Патефон
Патефо́н (фр. Pathéphone) — механическое устройство для проигрывания граммофонных пластинок, переносная версия граммофона. В отличие от граммофона, у патефона рупор маленький и встроен в корпус, сам аппарат скомпонован в виде чемоданчика, переносится в застёгнутом виде за специальную ручку.
Был широко распространён в первой половине XX века. С середины 1950-х годов стал вытесняться электрофоном.
Портативный граммофон начала выпускать в 1914 году лондонская компания Barnett Samuel and Son под запатентованным названием Dulcephone. Эти устройства продавались под торговой маркой Decca.
Слово «патефон» употребляется для названия портативного граммофона, главным образом, в России (позже СССР), и происходило от названия фирмы-производителя — «Пате» — которая первой начала поставки таких устройств в Россию. «Граммофон» — это тоже запатентованное название звуковоспроизводящих аппаратов, выпускаемых определёнными фирмами. Так, например, в США для обозначения механического проигрывателя грампластинок употреблялись такие термины как графофон, фонограф, виктрола, «говорящие машины» и тому подобные, по причине «патентных войн» с Эмилем Берлинером, изобретателем граммофона. Сейчас под словом «патефон» иногда подразумевается проигрыватель виниловых пластинок.

## Конструкция
У патефона в качестве привода применялся пружинный двигатель, а звукоусиление производилось с помощью раструба, скрытого внутри корпуса. Двигатель имел центробежный регулятор скорости, одного завода пружины хватало на проигрывание одной — реже двух сторон пластинки 78 оборотов в минуту, около трёх минут на сторону (25 см) и около 4,5 минут на сторону (30 см). Звукосниматель состоял из металлической иглы и мембраны, укрепленной на полом тонарме.
Громкость патефона весьма велика — около 80—100 дБ, качество звука зависело от изношенности иглы и тонкой настройки узла мембраны.
Патефон, сконструированный и запатентованный братьями Пате (и названный позже так в их честь), отличался от любых граммофонов не внешним видом (неважно, скрытый рупор или выносной), а методом формирования звуковой канавки — глубинным, а не поперечным, и, соответственно, адаптером. К тому же в первых моделях фонографов от фирмы «Пате» воспроизведение шло не от края пластинки к центру, а наоборот, от центра — к краю. От этих особенностей впоследствии отказались из-за несовместимости со стандартными системами. Тем не менее, в СССР название закрепилось за портативными граммофонами стандартной системы.
Основные причины неполадок патефонов:
- износ иглы (поломкой не считается);
- разрыв пружины (обычно происходил при чрезмерном и неаккуратном заводе);
- ослабление пружины (при хранении патефона в заведённом состоянии в течение нескольких лет);
- срыв стопора (характерно для патефонов с прямой ручкой (перпендикулярной корпусу) — при очень быстром заводе или заводе до упора);
- «закисание» (коррозия) или разрушение подшипника тонарма (характерно для патефонов производства СССР ввиду применения некачественного сплава ЦАМ/ЦИАМ/силумин в подшипнике, такой же применялся и в западных патефонах, но там он выплавлялся из сырья высокого качества, а в СССР из низкокачественного сырья);
- загрязнение и загустение смазки в приводном механизме (необходима разборка и чистка механизма);
- поломка центробежного регулятора скорости (ломаются пружинные лепестки грузиков-регуляторов);
- дребезг мембраны, отрыв поводка иглы от мембраны.
- Примечание: для корректной работы патефона следует: менять иголки после каждой стороны пластинки (иначе пластинка портится); не использовать виниловые пластинки (они предназначены для проигрывателя с прижимной силой тонарма не более 15 грамм, а в патефоне прижимная сила от 90 до 150 грамм, также канавки у шеллака и его заменителей (78 об/мин) и винила (33, 45 об/мин) отличаются в 2,5 раза, и патефонная иголка портит винил, и современные пластинки или советский винил могут что-то сыграть максимум 2—3 раза); также тонарм необходимо ставить на сторону ручки патефона и обязательно под наклоном 60—70°, то есть справа, а не к крышке, так как игла идёт против дорожек пластинки, а не по ним, и соскабливает запись; нельзя ронять пластинки из-за их хрупкости.

## Патефоны в России и СССР

### Дореволюционная Россия
В царской России было множество мелких производств граммофонов частных предпринимателей, которые в советское время были экспроприированы государством.

### СССР
В 1930—1950-е годы в городах СССР были популярны танцы под патефон, который выставлялся на окне, и собравшиеся во дворе танцевали. Громкость звука на выходе из раструба патефона достаточно велика и может достигать 100 дБ. Громкость звучания патефона, регулировалась разными иглами: тихого, среднего и громкого тонов.
Производители
- Московский патефонный завод; 1946—1962 г.
- Ленинградский патефонный завод; 1956—1962 г.
- Московский «Тизприбор НКТП ВОТИ» (Народный комиссариат тяжелой промышленности. Всесоюзное объединение точной индустрии); 1934—1937 г.
- 1-й Ленинградский граммофонный завод; 1931—1940 г.
- Владимирский патефонный завод, город Владимир; 1935—1940 г.
- Молотовский патефонный завод, город Молотов (ныне — Пермь) (преобразован из эвакуировавшегося в годы войны Владимирского завода); 1945—1957 г.
- Завод «Молот», город Вятские Поляны, Кировская область; 1945—1955 г.
- Артель «Горьковский Металлист», город Горький; до Великой Отечественной войны
- Днепропетровский патефонный завод; до середины 1950-х г.
- Коломенский патефонный завод, город Коломна; 1934—1941 г.
- Велосипедный завод им. М. В. Фрунзе, город Пенза; до Великой Отечественной войны
- Ленинградский завод им. М. И. Калинина; 1935—1940 г.
- Кооперативная фабрика «Граммофон» (бывший кооператив «Юпитер»), г. Красногвардейск (ныне Гатчина), 1931—1941 г.
- Харьковский патефонный завод;
- Симский завод; 1946 — начало 1950-х г.
- Северный пресс, г. Ленинград; 1946—1950 г.
- Патефонная промышленность, г. Киев; 1946—1949 г.
- Артель граммофон, г. Ленинград; 1946—1957 г.

Одним из крупнейших предприятий по выпуску патефонов в СССР была фабрика «Граммофон» в Гатчине. В 1933 году на ней было выпущено 39 тысяч патефонов, в 1934 году — 75 тысяч, в 1935 году — 110 тысяч. В мае 1941 года в заводской многотиражке «Мембрана» сообщалось, что фабрика изготавливает 525 патефонов в день.
Последний патефон в СССР был изготовлен в 1960-х годах.
Интересная деталь: производство в СССР в разное время было в подчинении у ВСНХ, Народного комиссариата тяжелой промышленности (НКТП), Народного комиссариата общего машинстроения (НКОМ), Народного комиссариата машиностроения (НКМ) и т. д. Отсюда эти сокращения на эмблемах продукции заводов.
Также были в подчинении разных ведомств: Музтрест, Культпромобъединение, Музобъединение, Грампласттрест, Главширпотреб, Главлегмаш и др.